# Кичунов, Николай Иванович
Никола́й Ива́нович Кичунов (9 декабря 1863, Луга, Санкт-Петербургская губерния — 20 апреля 1942, Ленинград) — русский и советский учёный-садовод, доктор сельскохозяйственных наук (1934), профессор (1920), Герой Социалистического Труда (1924), Заслуженный деятель науки РСФСР (1936).

## Биография
Родился 27 ноября (9 декабря) 1863 года в городе Луга Санкт-Петербургской губернии. Окончил Горецкое сельскохозяйственное училище, затем в 1884—1886 годах учился в Гентском университете и Потсдамском институте садоводства. В 1887—1889 годах был заведующим Петровичевской школой садоводства в Минской губернии, затем преподавал в Пензенском училище садоводства и в Корочанской школе садоводства Курской губернии. В 1892 году Кичунова направили в Корочанский уезд для образования земских садоводческих учреждений, в Короче он организовал курсы садоводства и огородничества. В том же году была опубликована его книга «Настоящее положение плодоводства и плодоторговли в Корочанском уезде Курской губернии». В Короче, который славился яблоневыми садами, а также в Корочанском уезде были выполнены предложения и рекомендации Кичунова, после чего в 1893—1896 годах повысилась плодоносность местных садов, были внедрены ценные сорта плодовых деревьев. В 1894 году на Международной выставке плодоводства в Санкт-Петербурге корочанские яблоки были отмечены большой золотой медалью, а в 1896 году на Всероссийской выставке в Нижнем Новгороде — дипломом 1-й степени. Основал Корочанскую школу садоводства, позднее преобразованную в школу садоводства, огородничества и плодоводства. В 1929 году на её основе был создан Корочанский сельскохозяйственный техникум.
В 1901—1904 годах служил в Санкт-Петербурге специалистом по садоводству департамента земледелия. Был знаком с Иваном Владимировичем Мичуриным, который назвал один из своих лучших сортов роз «Н. И. Кичунов». Состоял редактором в журналах: «Сад и огород», «Вестник садоводства», «Промышленное садоводство и огородничество», «Прогрессивное садоводство и огородничество». В 1914—1920 годах Кичунов работал в Московском губернском управлении земледелия. В 1920—1929 годах был профессором Петроградского сельскохозяйственного института по кафедре плодоводства и одновременно с 1923 года и до конца жизни работал во Всесоюзном институте ботаники и новых прикладных культур.
Московский журнал пишет о Н. И. Кичунове:

 Литературное наследие [Кичунова] огромно и касается почти всех плодовых, ягодных, овощных, бахчевых и цветочных культур. Достаточно только привести перечень их. <…> Из плодовых это — яблоня, слива, вишня, черешня, груша, персик; из ягодных — виноград, малина, земляника, клубника, смородина, крыжовник, ежевика и даже клюква крупноплодная американская; из овощных — капуста, томат, огурец, лук, чеснок, лук‑порей, редис, репа, редька, спаржа, свекла, артишок, салатный сельдерей, новозеландский шпинат, мангольд; из бахчевых — арбуз, дыня, тыква. <…> Даже о культуре шампиньонов и опунции гладкоствольной как о кормовом растении писал Н.И.Кичунов. Перечень описанных им декоративных культур охватывает почти все разнообразие однолетних, многолетних, луковичных растений, включая комнатные. Много внимания уделял розам, а также лекарственным травам. Эрудиция и работоспособность этого ученого были поистине феноменальны.
Н. И. Вавилов писал о Николае Ивановиче Кичунове:

Вряд ли можно назвать в сфере садоводства много имён, которые бы заслужили право носить звание Героя Труда, как Н. И. Кичунов.
Учёный-садовод, Николай Иванович Кичунов написал 76 книг и свыше 100 научных статей. Скончался 20 апреля 1942 года в Ленинграде.
В фондах Белгородского государственного историко-краеведческого музея хранятся материалы о Н. В. Кичунове.

## Труды[1]
- Огурцы, дыни, арбузы и тыквы: описание пород и уход за ними в парниках, огородах и на полях (баштанах) и о разведении шампиньонов (с рисунками парников, теплиц, плодов и проч.). — СПб., 1893.
- Цветники и партеры. — СПб., 1904.
- Культура розы в открытом грунту и под стеклом. — СПб., 1904.
- Елагинские дворцовые оранжереи // Вестник садоводства, плодоводства и огородничества. — СПб. : Типо-Литография Герольд, 1907. — № 8 (август). — С. 434—436.
- Культура голландских гвоздик. — СПб., 1908.
- Огородный промысел и промышленная ягодная культура под Петроградом. — СПб., 1914.
- Общедоступное наставление к разведению огородных овощей в открытом грунту преимущественно для северной и средней России. — Птг., 1918.
- Очерк современного положения промышленного плодоводства в Северной Америке.—Л., 1925.
- Капуста. — Л., 1926.
- Как внедрить новые сорта растений в садоводстве и огородничестве. — М.; Л., 1927.
- Морковь. — Л., 1927.
- Вишня и черешня. — П., 1929.
- Цветоводство — М.; Л., 1941.